# Maarssenbroek
Maarssenbroek is een voormalige gemeente en deel van de woonplaats Maarssen in de Nederlandse provincie Utrecht. Bestuurlijk is het een van de twaalf kernen in de gemeente Stichtse Vecht. 
Vanaf de middeleeuwen tot circa 1970 vormde Maarssenbroek een agrarisch gebied. In een gedeelte van die periode werd tevens onder de noemer Maarssenbroek een gemeente, waterschap en een polder bedoeld. Na 1970 ontstond met grootschalige nieuwbouw min of meer een forensen-/satellietstad met zo'n 22.685 inwoners in 2014 die behoort tot de grootstedelijke agglomeratie Utrecht. In tegenstelling tot het oude gedeelte van het dorp heeft Maarssenbroek dan ook een zeer stedelijke uitstraling. Voor de postadressen ligt Maarssenbroek 'in' Maarssen.

## Begrenzingen

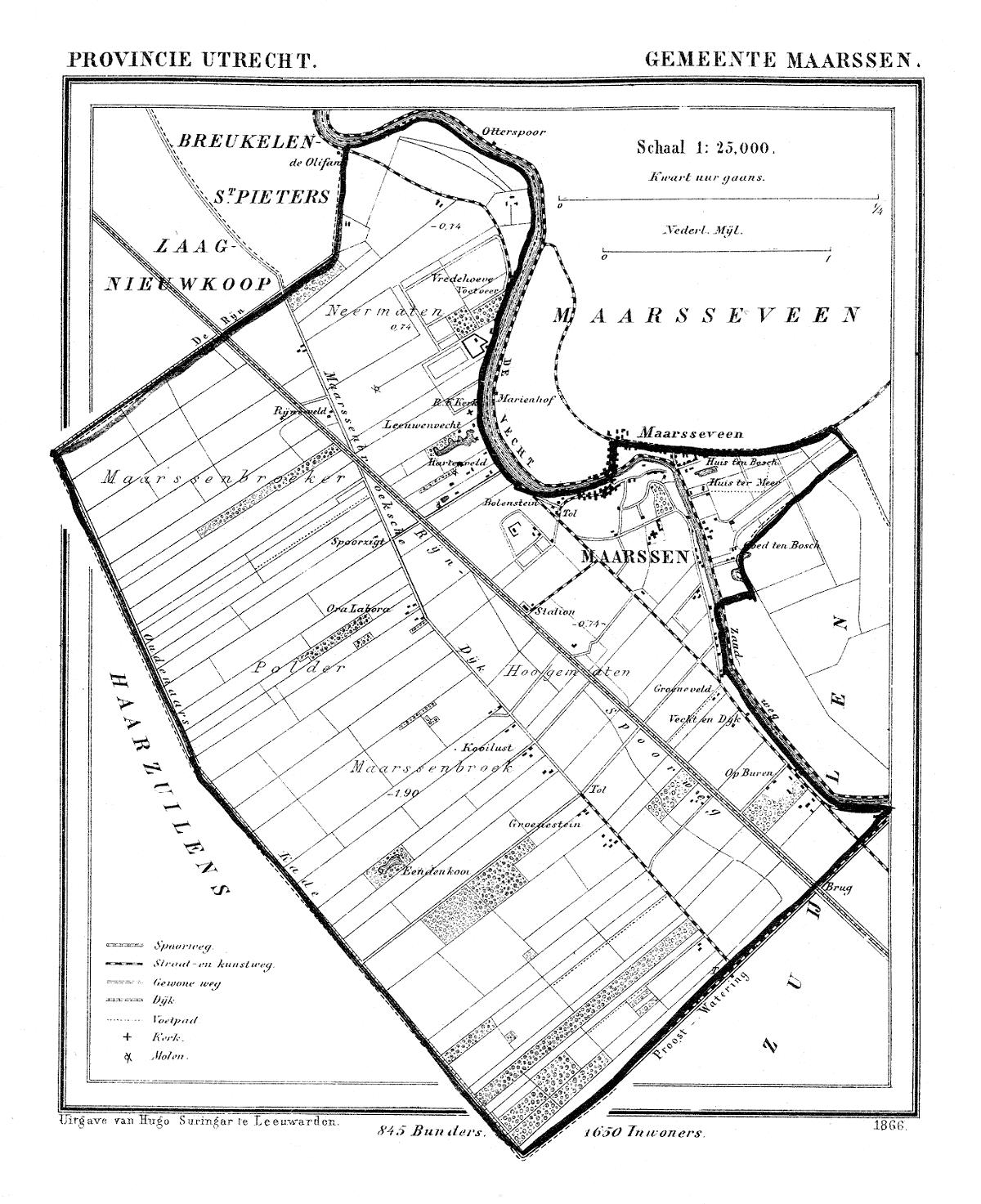
Maarssenbroek en omstreken in een kaart uit 1866.

Maarssenbroek wordt in het westen begrensd door de snelweg A2, in het noorden door de Haarrijn. In het zuiden wordt de begrenzing gevormd door de Zuilense Ring met het tot de stad Utrecht behorende industrieterrein Lage Weide. Tussen Lage Weide en de Maarssenbroekse woonwijken ligt nog een bedrijventerrein ingeklemd dat ook tot Maarssenbroek wordt gerekend. Ten oosten is Maarssenbroek gescheiden van de rest van Maarssen door het Amsterdam-Rijnkanaal; vooral de Maarsserbrug over het kanaal vormt de verbinding ertussen.
In het verleden werd de oostelijke grens gevormd door de Maarssenbroeksedijk; het huidige Maarssenbroek komt daarmee niet geheel overeen met het vroegere grondgebied. Ook elders zijn enige afwijkingen ontstaan.

## Geschiedenis

### Ontginning en agrarisch gebied
Het naamdeel -broek duidt op het moerassige karakter van het gebied. In de middeleeuwen werd de ontginning gestart, vermoedelijk vrij kort na het jaar 1000. Vervolgens kwamen er vooral veeboeren wonen en hun bedrijvigheid zou nog tot diep in de 20e eeuw blijven. In 1514 telde Maarssenbroek nog maar 9 huizen, maar tijdens de Franse overheersing woonden er al 19 gezinnen. Maarssenbroek werd door de Fransen aan Maarssen toegevoegd omstreeks 1812. Rond 1818 werd Maarssenbroek een zelfstandige gemeente. In 1857 werd Maarssenbroek weer bij Maarssen gevoegd. Qua grootschalige infrastructuur werd rond 1843 de spoorlijn tussen Utrecht en Amsterdam aangelegd. Omstreeks 1892 kwam daarlangs nog (de voorloper van) het Amsterdam-Rijnkanaal bij. De autosnelweg A2 werd in 1954 geopend.

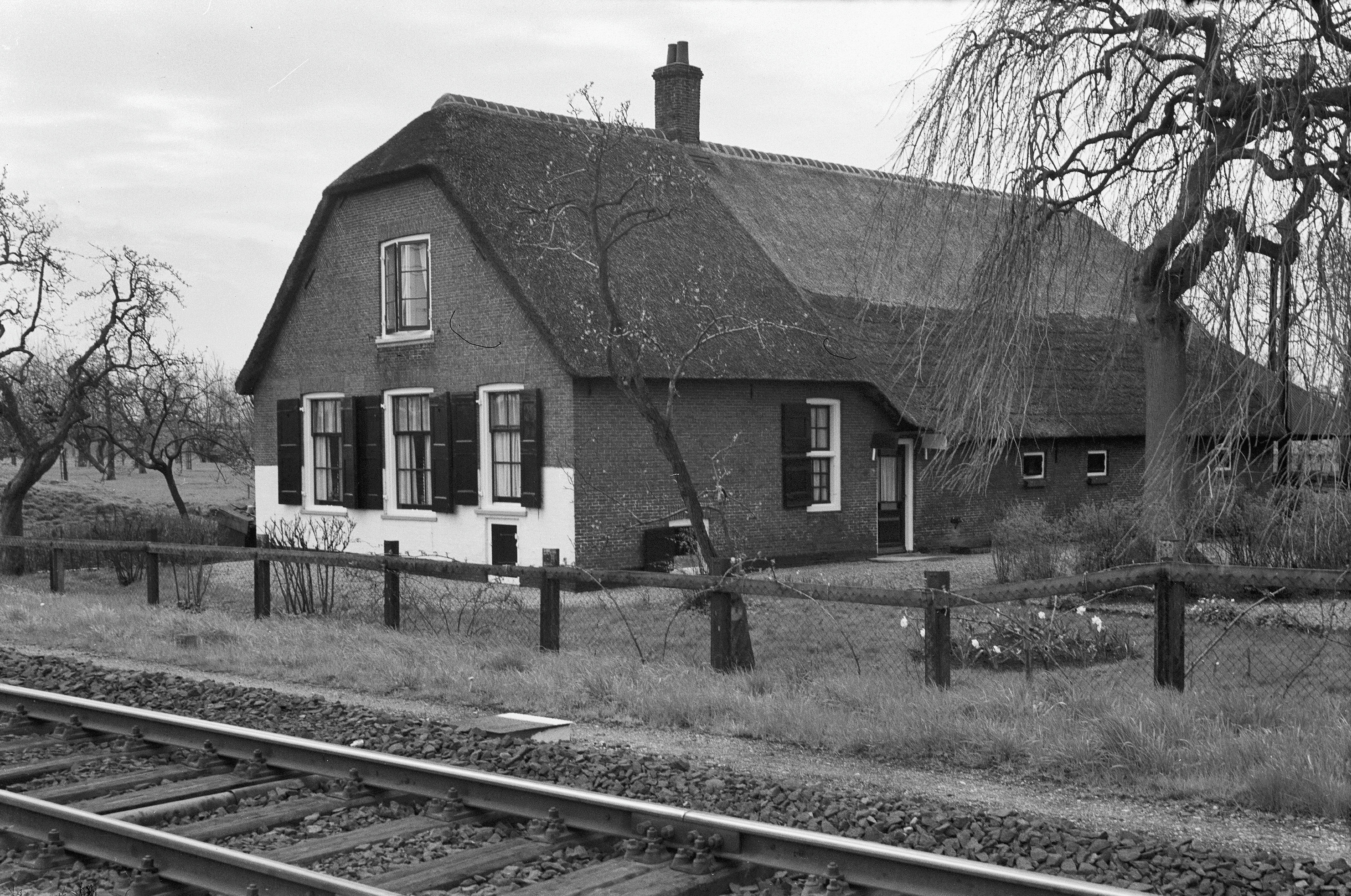
Het Berg-je: de laatste gesloopte boerderij in het huidige Maarssenbroek, alleen Landlust resteert nog.

Kort voor de start van het grote nieuwbouwproject in de jaren 1970 bestond Maarssenbroek uit een landelijk gebied met een tiental boerderijen waarvan de meeste langs de Maarssenbroeksedijk lagen. Verder was er nog de Nieuwe Stationsweg met een aantal twee-onder-een-kapwoningen.

### Grootschalige nieuwbouw

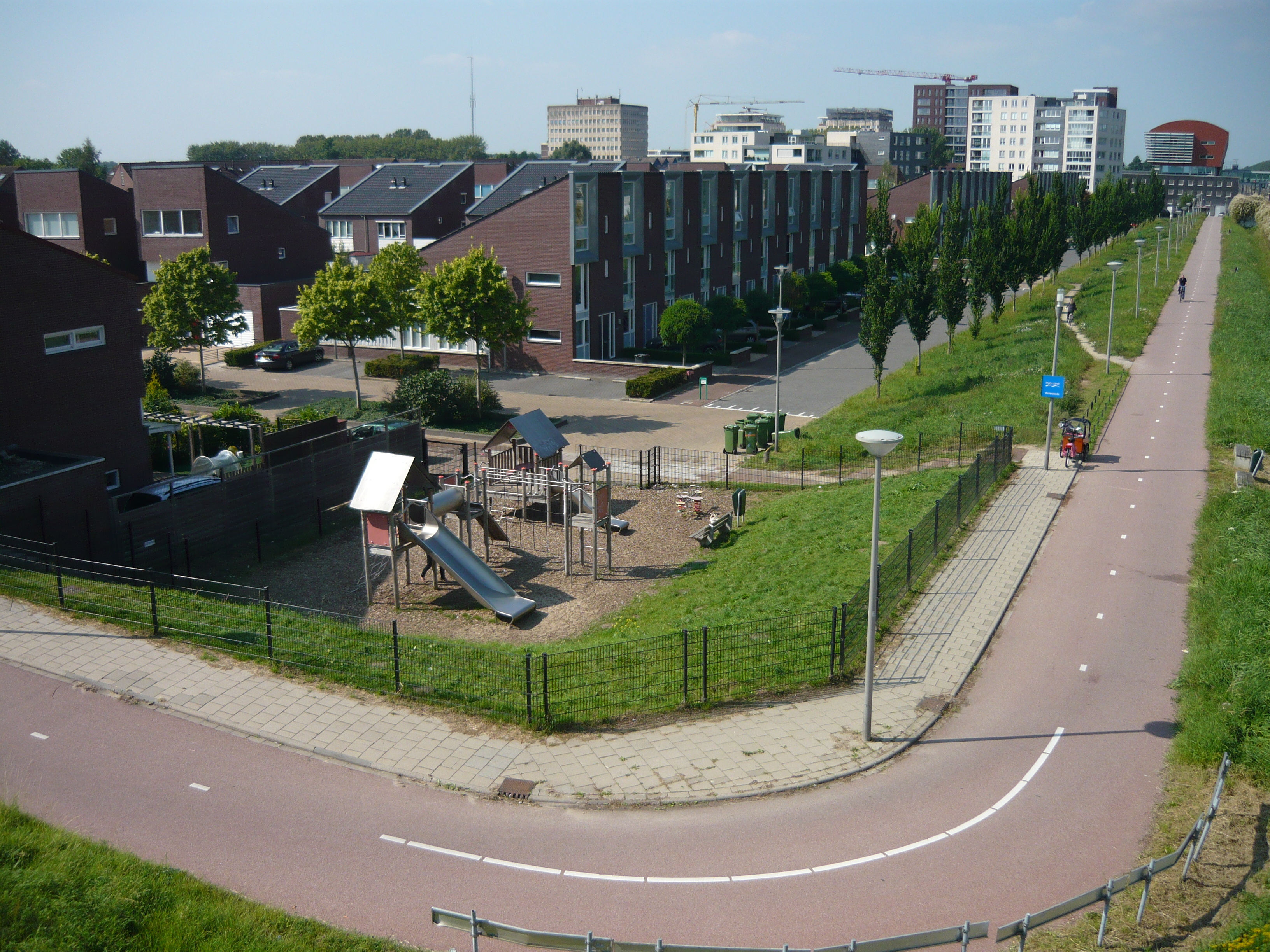
Deel van de Maarssenbroekse wijk Waterstede met in de achtergrond onder meer hoogbouw van de wijk Bisonspoor (2012).

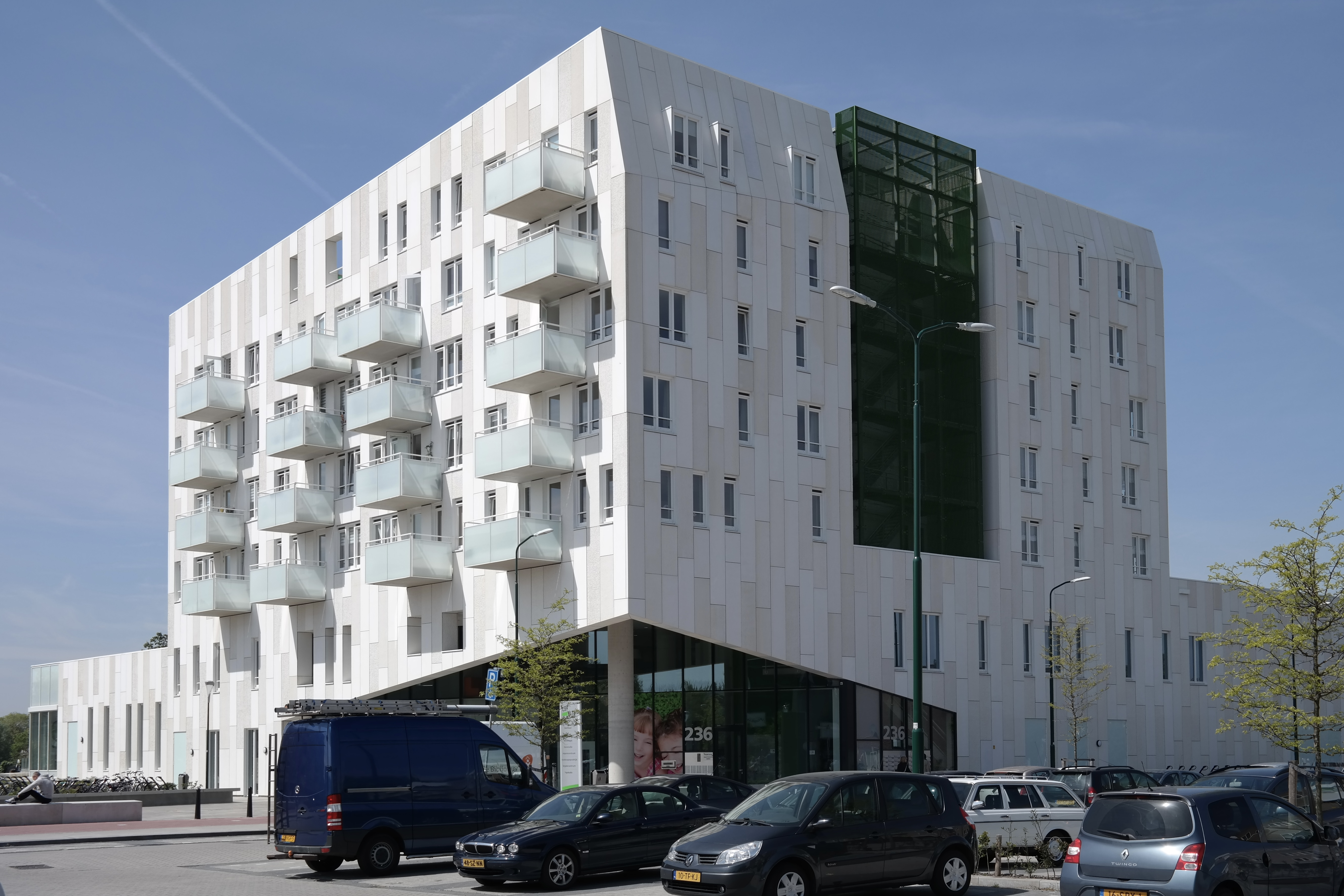
Multifunctionele accommodatie Safari in de wijk Bisonspoor

In de aanloop van het nieuwbouwproject zijn er begin van de jaren zestig van de 20e eeuw nog plannen gemaakt om een deel van de Maarssenbroekse polder om te toveren tot een groot industrieel complex. Daarvoor zijn in de omgeving van het huidige station een aantal grondboringen gedaan. Maar dit is niet door gegaan. Midden jaren zestig werden Nieuwegein en Houten door de overheid aangewezen als toekomstige groeikernen. In dezelfde periode kwamen er geruchten dat ook Maarssenbroek als groeikern zou worden aangewezen. Dit gerucht werd nog versterkt toen grondspeculanten op grote schaal grond van boeren begonnen op de kopen. De eerste boer die zijn grond verkocht aan een speculant deed dit voor 50 cent per vierkante meter. De laatste boer ontving 10 gulden voor een vierkante meter. Het gemeentebestuur van Maarssen werd behoorlijk nerveus bij de gedachte dat ze straks misschien achter het net zouden vissen. Het ging mee in de race om zo veel mogelijk grond te verwerven. Met de rug tegen de muur heeft het gemeentebestuur geprobeerd om in Den Haag ook de status van groeikern te krijgen. Dit in verband met te verkrijgen overheidssubsidies. Deze status werd echter niet toegekend. Gedwongen door torenhoge rentelasten heeft het toenmalige gemeentebestuur besloten met de nieuwbouw in Maarssenbroek te beginnen. Door het beperkte financiële budget werden belangrijke openbare voorzieningen ver naar achteren geschoven.
In 1972 werd begonnen aan een grootschalig nieuwbouwproject: als eerste wijk werd Bloemstede gebouwd, welke in 1974 klaar was. Door een aantal mensen in Maarssen werd dit gezien als een architectonische misser van formaat. Vrijwel het complete gebied in Maarssenbroek is met de nieuwbouw op de schop gegaan. Een oud element dat deels bewaard is gebleven is het 7 hectare grote natuurgebied Kooilust dat in de 18e eeuw is ontstaan met een eendenkooi. Maarssenbroek is uitgegroeid tot een gebied waar bijna 23.000 mensen wonen. Bijna alle wijken zijn ontworpen als bloemkoolwijk. Snelverkeer is grotendeels gescheiden van het overige verkeer.

## Wijken en voorzieningen

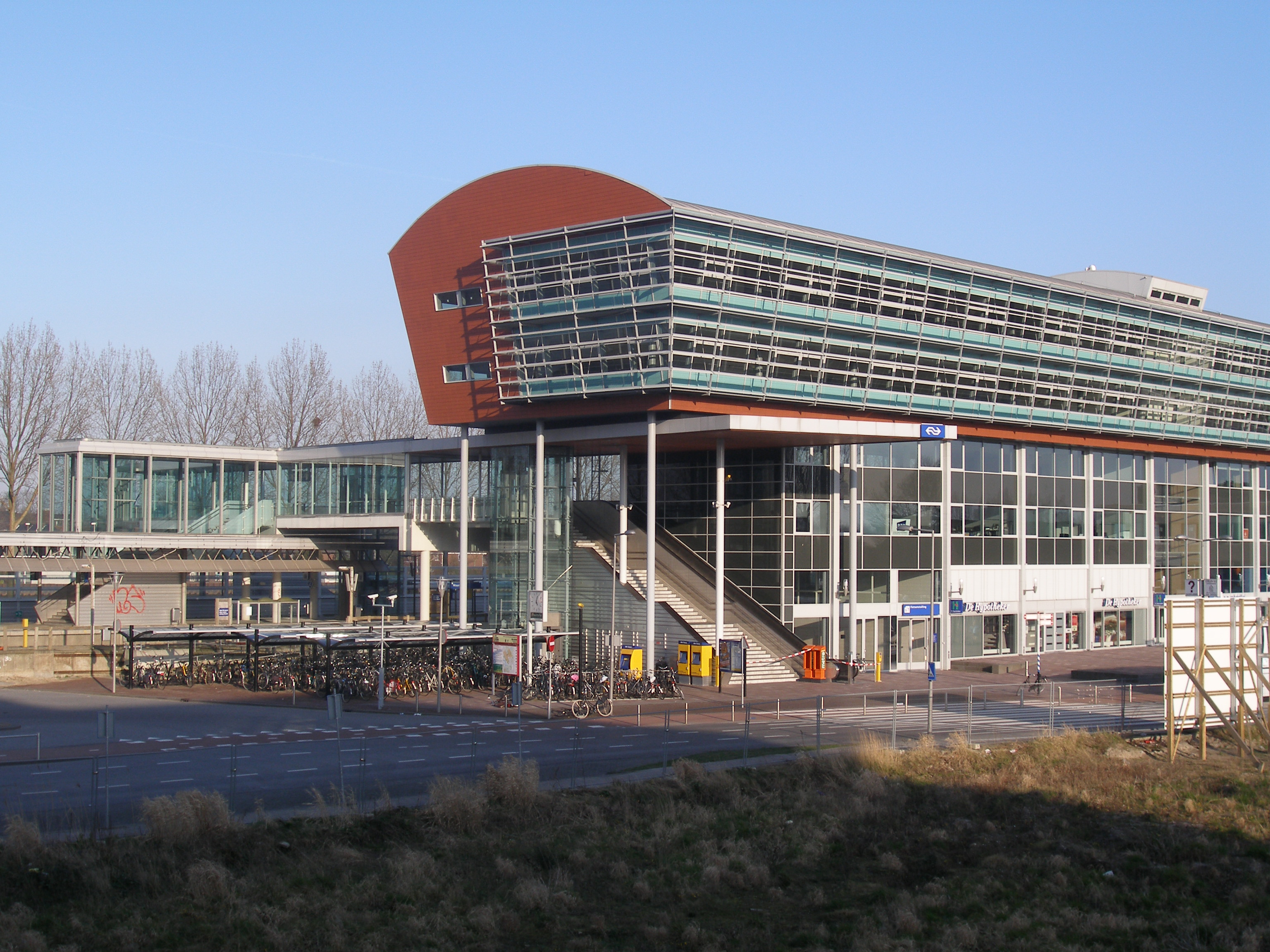
NS station Maarssen in Maarssenbroek

Maarssenbroek bestaat uit veertien wijken, elk met hun eigen kenmerken en bouwstijlen. Het centrum van Maarssenbroek, tevens het centrum van heel Maarssen maar ook interlokaal knooppunt is de wijk Bisonspoor. In Bisonspoor bevinden zich kantoren en woningen in torengebouwen, boven op het overdekte winkelcentrum Bisonspoor. Verder is aan de rand van Bisonspoor ook het station, gevestigd in een groot multifunctioneel gebouw. Vanaf dit station vertrekt in de spits elk kwartier een sprinter richting Utrecht Centraal en een sprinter richting Breukelen / Amsterdam, buiten de spits slechts eens per half uur en in de stille uren tot Breukelen waar dan kan worden overgestapt voor Amsterdam. 
De wijken van Maarssenbroek liggen in alfabetische volgorde langs de vier zijwegen van de Verbindingsweg, de enige uitzondering hierop is de nieuwe wijk Waterstede (deze afwijking is waarschijnlijk te wijten aan het feit dat het volledige alfabet nu al is gebruikt). Wijken met het naamdeel -spoor zijn gelegen ter hoogte van de spoorlijn.
In Pauwenkamp bevindt zich qua voortgezet onderwijs het Niftarlake College. Onder meer in Zwanenkamp liggen tevens meerdere scholen. 

### Namen van wijken
- Antilopespoor
- Bisonspoor
- Bloemstede
- Boomstede
- Duivenkamp
- Fazantenkamp
- Kamelenspoor
- Pauwenkamp
- Reigerskamp
- Spechtenkamp
- Valkenkamp
- Waterstede
- Zebraspoor
- Zwanenkamp

## Sport
- OSM '75 Atletiek (& Recreatiesport)
- OSM '75, amateurvoetbalclub
- OSM '75 basketball
- Volleybalvereniging VOC-Maarssen
- LTCM tennisvereniging
- TV De Blauwe Reiger (tennis)
- BV Bar Bloemstede (biljart)
- BVM/Apollo (biljart)
- TTV Maarssen (Tafeltennis)

Dorpen: Breukelen · Kockengen · Loenen aan de Vecht · Loenersloot · Maarssen · Maarssenbroek · Nieuwersluis · Nieuwer Ter Aa · Nigtevecht · Oud-Zuilen · Tienhoven · Vreeland

Buurtschappen: Gieltjesdorp · Kerklaan · Kortrijk · Laag-Nieuwkoop · Maarsseveen · Mijnden · Molenpolder · Nieuwerhoek · Noordeinde · Oud-Aa · Oud-Maarsseveen · Oukoop · Portengen · Portengense Brug · Scheendijk · Spengen · Zuideinde

Utrecht · Plaatsen in de provincie      Nederland · Provincies · Gemeenten